# Marcel Segaar
Marcel Segaar (Delft, 22 mei 1985) is een Nederlands voormalig korfballer van Fortuna. Hij is Nederlands kampioen in de Korfbal League en is de nummer 2 topscoorder aller tijden van Fortuna. Segaar is met 3817 rebounds in zijn carrière de alltime rebounder van de Korfbal League. Hij stopte in 2019 met zijn carrière als speler.

## Fortuna
Segaar speelde zijn volledige korfbalcarrière bij Fortuna. Hij doorliep daar zijn opleiding, wat hem ook een Nederlands kampioenschap in de A-jeugd opleverde in 2004.
Vanaf 2005 was Segaar onderdeel van de hoofdmacht van Fortuna. Aangezien hij in zijn carrière weinig blessureleed heeft gehad, heeft hij 14 seizoenen in de Korfbal League gespeeld. Marc Broere van AKC Blauw-Wit is de enige andere speler die zo lang in de Korfbal League actief was.
In zijn carrière als speler won hij de Europacup in 2005 en de Korfbal League in 2019. Ook won hij in 2012 de Korfball Challenge.
Hij speelde ook de Korfbal League-finale van 2013 en 2018 en de Ereklasse veldkorfbal finale van 2014 en 2018. Echter werden deze finales verloren.

## Erelijst
- Nederlands kampioen zaalkorfbal, 1x (2019)
- Europacup kampioen zaalkorfbal, 1x (2005)

## Statistieken
| Naam          | KL seizoenen | Wedstrijden | Goals | Gemiddeld | Rebounds | Strafworpen |
| ------------- | ------------ | ----------- | ----- | --------- | -------- | ----------- |
| Marcel Segaar | 14           | 259         | 785   | 3         | 3817     | 254         |

## Trivia
- Segaar is de alltime reboundkoning van de Korfbal League met 3817 rebounds in totaal (gemiddeld 15 per wedstrijd).

De nummer 2 rebounder aller tijden, Friso Boode, heeft zeker 1.000 rebounds minder.